# Maasbracht
Maasbracht  è una località olandese situata nel comune di Maasgouw, nella provincia del Limburgo.